# Infinite Craft
Infinite Craft（インフィニット・クラフト）は、個人開発者のニール・アガルワルによって開発され、2024年に公開されたサンドボックス・ブラウザゲーム。プレイヤーには最初に四元素（土、風、火、水）が与えられ、それらを組み合わせることで人間から占星術に関する事物、そして創作キャラクターをも作成できる。

## ゲームの特徴
プレイヤーには最初に、古代ギリシアの思想に由来する四つの元素「Fire (火)」「Wind (風)」「Water (水)」「Earth (土)」が「要素」として与えられる。サイドバーに配置された要素を掴み、別の要素に重ねて置くことで二つの要素が合成され、新たな要素が生成される。例えば「Fire (火)」と「Water (水)」から「Steam (蒸気)」を作ることができ、「Plant (植物)」と「Wizard (魔法使い)」からは「Druid (ドルイド：ケルト社会の祭司)」が作られる。作成可能な要素は物質に留まらず、詩歌、架空の人物、ミダス王、宇宙、哲学的概念、シュレック、動物、神、ビッグバン、スティーヴン・コルベアにまで及ぶが、これらに限らない。ある要素を初めて発見したプレイヤーに対しては、それが「First Discovery (新発見)」であると表示される。

## 開発
ニール・アガルワルは自身のウェブサイトで公開するために本作を開発した。本作では要素を合成して新たな要素を作成するために、生成AIのLLaMA2が利用されている。アガルワルによれば、要素が合成される際はまずその組み合わせがゲームサーバー上のデータベースに照会される。それが既存の組み合わせでない場合のみ、「Together AI」によってホスティングされたLLaMA2にプロンプトが送信され、生成結果が決定される仕組みである。

## 反響
Eurogamerのクリスチャン・ドンランは本作を明晰夢に例え、「プレイヤーがある要素を作るのにどの要素を組み合わせるべきかを考えるが、いつも要素は『逃げて』いってしまう」と述べた。